# Superman II
Superman II es una película de superhéroes de 1980 dirigida por Richard Lester y escrita por Mario Puzo y David y Leslie Newman, basada en el personaje de DC Comics Superman. Es la segunda entrega de la saga saga original Superman y es secuela de la película Superman: The Movie de 1978, protagonizada por Christopher Reeve, Gene Hackman, Terence Stamp, Ned Beatty, Sarah Douglas, Margot Kidder y Jack O'Halloran. 
La trama de la película presenta la llegada del General Zod y sus secuaces a la Tierra, liberados de la prisión de la Zona Fantasma creada por la gente de Krypton. Zod busca venganza persiguiendo al último hijo del planeta, Kal-El, alias Superman. Kal-El, quien sin saberlo los liberó, ahora debe enfrentar las amenazas de su planeta natal, muerto hace mucho tiempo. Zod también coincide con el regreso de Lex Luthor, quien aún desea dominar el mundo. El héroe también está en conflicto con sus deberes como héroe de la Tierra y el deseo de vivir entre ellos únicamente como Clark Kent, especialmente con su interés amoroso, Lois Lane.
En 1977, se decidió filmar tanto Superman: The Movie (1978) como Superman II de forma simultánea, con el rodaje a partir de marzo de 1977 y terminando en octubre de 1978. Surgieron tensiones entre Richard Donner y los productores en los que se tomó la decisión de detener la filmación de la secuela, de la cual ya se había completado el 75 %, y finalizando la primera película. Tras el lanzamiento de Superman: The Movie en diciembre de 1978, Donner fue despedido polémicamente como director y fue reemplazado por Richard Lester. Varios miembros del reparto y el equipo se negaron a regresar tras el despido de Donner. Para ser acreditado oficialmente como el director, Lester volvió a filmar la mayor parte de la película con una nueva apertura y un final alternativo para la cual el rodaje comenzó en septiembre de 1979 y terminó en marzo de 1980.
La película se estrenó en Australia y en Europa continental el 4 de diciembre de 1980 y en otros países a lo largo de 1981. Se presentaron los primeros compromisos seleccionados de Superman II en Megasound, un sistema de sonido envolvente de alto impacto similar a Sensurround. Recibió críticas positivas de los críticos de cine que elogiaron las actuaciones de Hackman, Kidder, Stamp y Reeves, los efectos visuales y el humor. Recaudó $ 190 millones de dólares contra un presupuesto de producción de $ 54 millones. Se lanzó una secuela, Superman III, por la cual Lester regresó como director.
Una versión del director de la película, que restablece la visión original de la película bajo la supervisión de Donner, titulada Superman II: The Richard Donner Cut, se lanzó el 28 de noviembre de 2006 en varios formatos de medios domésticos.

## Argumento
La película comienza con la destrucción de Krypton años atrás los tres criminales kyptonianos; el General Zod, Ursa y Non son condenados a la Zona Fantasma por terrorismo, rebelarse contra el gobierno del planeta y querer convertir en esclavos a su población.
Postriormente, en el Daily Planet, un día lunes en la mañana, Perry White le asigna a Clark Kent cubrir las noticias sobre un grupo terrorista que tomó como rehenes a varios turistas en la torre Eiffel, que además amenazan con detonar una bomba de hidrógeno so pena de si el gobierno no accede a sus demandas. Clark además se entera de que Lois Lane está cubriendo la noticia personalmente, al llegar el día anterior volando en el Concorde, por lo que Clark rápidamente se convierte en Superman para ayudarla.
En París, Francia, Lois logra infiltrarse a la Torre Eiffel para lograr hacer la historia en lo que los terroristas liberan a los rehenes y suben al piso superior para preparar la bomba. Lois, al entrar abajo de la cabina del elevador en una plataforma para mantenimiento, su bolso se enreda, pero la policía, infiltrada en la torre para frustrar los planes de los terroristas, hace cortar la energía y los cables del ascensor encendiendo la bomba y provocando la caída de la cabina del ascensor donde está Lois. 
Superman llega volando a gran velocidad atravesando el océano Atlántico y sube desde el centro de la torre Eiffel para interceptar el elevador que está cayendo, después de salvar a Lois y dejarla en un piso segura, se lleva el elevador volando sujetado en sus brazos con la bomba subiendo hasta la cima y más allá hasta el espacio. Al arrojarlo lejos en el espacio, más allá de la órbita de la Luna, donde estalla con una gran potencia, involuntariamente, la explosión nuclear de una bomba de hidrógeno, provoca se rompa la zona fantasma, que viene desplazándose por el espacio al otro lado de la Luna, después de muchos años desde el planeta Krypton, donde estaban prisioneros los villanos de Krypton, liderados por el general Zod gracias a las ondas de la explosión, se rompe y ellos salen volando. 
Estos, al ser liberados de su prisión, se dirigen a la Luna y luego al Tierra, sin entender lo que ha pasado y en dónde se encuentran. Posteriormente, al cruzar la calle para saludar a Lois, Clark provoca que un taxi quede en mal estado. Luego simula estar celoso de Superman y al ver a Lois, mientras prepara jugo de naranja, anima a Clark a ser más seguro y asertivo y a no tener celos de Superman, demostrándole aprecio de amistad.
Mientras tanto, Lex Luthor ha sido condenado a cadena perpetua más 25 años, y en la cárcel, mientras trabaja con su secuaz Otis, este le dice que los radares del ejército no han podido rastrear a Superman ya que este se desaparece en el norte. Luthor secretamente tiene su propio radar que rastrea ondas alfa en una caja negra en su celda, decidido a encontrar la debilidad de Superman. Por otra parte, los tres villanos kryptonianos llegan a la luna donde astronautas de la NASA junto a un cosmonauta ruso haciendo pruebas, son inmediatamente atacados gracias a los poderes que da el sol sobre sus densidades moleculares. Los tres villanos, creyendo que el planeta Tierra se llama Houston, al escuchar un mensaje de auxilio de los astronautas, aprovechan sus poderes para tratar de gobernarlo como una dictadura, de la misma forma como trataron de hacerlo en Krypton en el pasado, antes de ser descubiertos, capturados, enjuiciados y apresados en la zona fantasma.
Entre tanto Luthor, junto con Otis, con la ayuda de Eve Tessmacher quien viene en un globo aerostático, se fuga de la cárcel pero Otis, en su torpeza al subir la escalera casi provoca que el globo aterrice, por lo que Luthor suelta la escalera abandonando a Otis en la cárcel. Lois y Clark son enviados a las Cataratas del Niágara por White a investigar como los hoteles de la zona cobran altas sumas a parejas de recién casados que van de luna de miel. Al salir a las cataratas, Lois comienza a tener indicios cuando le quita los anteojos a Clark para poder limpiarlos. Cuando un niño cae de un mirador y Superman lo rescata, Lois advierte que cada vez que el Hombre de acero aparece, Clark desaparece. Lois más tarde se arroja al agua para que Clark se revele como Superman, pero Clark consigue rescatarla sin revelar su secreto. En la habitación del hotel, tras tropezar y caer en una chimenea sin quemarse, Clark finalmente admite que es Superman.
Luthor y Tesmacher llegan al polo norte, más exactamente a la Fortaleza de la Soledad, y Luthor al probar uno de los cristales transparentes en la consola, descubre que son archivos de Krypton, almacenados con una moderna tecnología. Luego al probar un cristal transparente grande, ven la inteligencia artificial de Lara, cuidadora de los archivos de Krypton, donde Luthor obtiene datos sobre los tres villanos de Krypton, llegados al planeta Tierra recientemente, lo cual explica las señales adicionales en el radar de ondas alfa que creó para detectar a Superman, por lo que decide ir a buscarlos cuando ellos entran a la Casa Blanca, para aliarse con ellos para ser su guía en la Tierra y tener el control de Australia, como su colonia personal.
Los tres criminales kryptonianos llegan a la Tierra descubriendo aún más sus poderes y llegan después al Medio Oeste de los Estados Unidos donde prueban más sus poderes al sorprender a dos policías y luego llegando a un poblado cercano en Idaho donde los tres inician un completo caos y destrucción creyendo que es la capital del planeta Houston. Mientras un equipo de televisión graba lo sucedido, este es testigo de los poderes de los kyptonianos cuando los usan contra la Guardia Nacional.
Lois descubre la identidad secreta de Klark Kent, cuando él tropieza sobre una fogata y su mano no se quema, revela ser Superman y estar enamorado de Lois, juntos vuelan a la Fortaleza. Superman le comenta de su origen, venir de otro planeta, no conocer los límites de sus poderes, la construcción de la fortaleza de la soledad, gracias al cristal verde principal que lo guarda en un lugar especial, se lo muestra a Lois y el cristal verde queda abandonado en un rincón de la pared de la Fortaleza, Superman luego trae provisiones para poder cenar poco después. 
Superman le declara su amor a Lois y luego habla con la inteligencia artificial de su madre, quien al ver esto dicta que Kal-El debe renunciar a sus poderes, para poder tener una relación con una mujer de la tierra. Se activa una pequeña cámara con los rayos del sol rojo de Krypton donde sus poderes en la Tierra serán suprimidos y de manera irreversible. Kal-El entra a la cámara donde renuncia a sus poderes debido a su amor por Lois, para convertirse en un ser humano normal, es advertido de que ya no se podrá convertir nuevamente en Superman y la consola se autodestruye con todos los cristales transparentes, dejando inservible a la Fortaleza. Luego Kal, ahora solamente convertido en un ser humano llamado Clark, pasa la noche junto a Lois.
El general Zod y sus secuaces vuelan hacia la Casa Blanca donde se desata una batalla contra el ejército, los guardias y el Servicio Secreto. Al entrar a la Oficina Oval instan al presidente a rendirse. Pero descubren que al no ser el verdadero, este se revela y acepta inclinarse ante Zod a cambio de salvaguardar las vidas de la gente en la Tierra. Mientras Clark y Lois de camino a Metropolis, se detienen a cenar a un restaurante pero se arma un altercado entre Clark y un desagradable camionero llamado Rocky quien golpea a Clark quien termina lastimado en el suelo del bar al ya tener sus poderes. Rocky abandona el restaurante y la dependiente al encender la televisión se observa como el General Zod ha tomado el poder en toda la Tierra. El presidente llama a Superman desesperado y Zod lo desafía. 
Al darse cuenta de lo que pasó en la televisión, Clark muy golpeado y herido en el suelo del bar, arrepentido y sintiéndose culpable, le dice a Lois que él regresa a la Fortaleza para tratar de encontrar alguna solución, Clark regresa caminando a la Fortaleza intentando hablar con su padre y entonces descubre el cristal verde principal, que nuevamente brilla y se comunica con él mentalmente, lo acompaña en su nave espacial en su viaje desde el planeta Krypton cuando era solamente un niño, abandonado en el suelo y cubierto por la nieve junto a una pared, cuando se lo muestra a Lois anteriormente, este cristal verde es muy especial, tiene el poder de reconstruir y modificar nuevamente toda la Fortaleza, con este cristal verde Superman recupera sus poderes para luchar contra Zod.
Mientras, Zod y sus secuaces sienten que ya han dominado la Tierra. Lex Luthor entra a la Oficina Oval y antes de ser agredido por Ursa y Non, les explica conocer todo sobre ellos por el cristal verde de la fortaleza, y que en este planeta Tierra está el hijo de Jor-El, finalmente los tres se alían con Lex Luthor para enfrentarse a Superman. El general Zod, al enterarse de que Superman es hijo de Jor-El, buscará vengarse del hijo del carcelero. Luthor decide darles el dato del paradero de Superman a cambio de cederles Australia.
Posteriormente, Luthor y los 3 kryptonianos llegan a Metropolis destruyendo el Daily Planet buscando a Superman pero Luthor ofrece a Lois para que Superman vaya a ellos. Insatisfecho Zod ordena matar a todos incluyendo a Luthor pero Superman vuelve a Metropolis donde lucha con Zod, Ursa y Non. Tras la batalla, Zod y sus secuaces descubren el aprecio altruista de Superman a las personas por lo que los 3 se dedican a atacar personas inocentes en la ciudad. Tras creer que Superman fue aplastado por un autobús lanzado por Zod y su secuaces, la gente de la ciudad intenta atacar a los 3 kryptonianos pero estos al ver que la gente no es rival para ellos los alejan de un soplido provocando más destrucción. Superman ileso sale observando todo.
Tras fingirse derrotado, Superman aparentemente huye para evitar dañar a la población de la ciudad y los tres criminales regresan al piso de las oficinas del diario El Planeta. Luthor se burla al ver que Zod solamente amenaza, advierte del peligro que significa el hecho de Superman estar con vida, Zod se molesta con Luthor y conmina a arrodillarse, pero cuando Zod lo amenaza con matarlo, entonces Luthor revela dónde se encuentra oculto Superman, por lo que deciden ir con Luthor quien los lleva al polo norte tomando de rehén a Lois. Superman una vez más los enfrenta y con en medio de trucos de ilusiones, que la Fortaleza permite hacer, al funcionar como un arma que complementa los poderes de Superman, somete a Zod para eliminarlo, pero entonces Ursa interviene y somete a Lois, amenaza con matarla. 
Superman observa que Luthor estaba aliado ellos, y le dice a Luthor que lleve a Zod y sus secuaces a la misma cámara donde usa tecnología kryptoniana para despojarlos de sus poderes y vencerlos, pero Luthor delata el plan a sus aliados, la cámara los convierte en humanos. Superman es obligado a entrar en la cámara al amenazar de muerte a Lois, Luthor activa la cámara con los restos de un cristal abandonado en la consola de control, donde aparentemente Superman una vez más queda sin poderes. Zod le ordena reverenciarlo pero Superman lo sujeta de la mano, se la fractura, lo derrota junto a sus secuaces, y Luthor intuye que Superman cambió el mecanismo para que Zod y sus secuaces perdiesen sus poderes, al estar expuestos en la Fortaleza, mientras Superman quedó protegido en la cámara.
Superman trae a vuelta a Lois a su hogar y al día siguiente, mientras reconstruyen las oficinas del diario, regresa como Clark al diario y Lois le confiesa que no podrá tener una relación con él por ser Superman, y él con un beso hipnótico borra la memoria de Lois Lane para que no recuerde la identidad secreta de Clark Kent. Lois le pide una hamburguesa a Clark y él regresa al mismo restaurante para enfrentar y luego vencer a Rocky. Superman luego regresa a la Casa Blanca con la bandera estadounidense prometiendo al presidente no volver a defraudarlo, y a continuación se aleja volando hacia nuevas aventuras.

## Elenco
- Christopher Reeve como Clark Kent y como Superman: nacido en el planeta Kriptón y criado en la Tierra, Superman es un ser de inmensa fuerza, velocidad y poder. De moral íntegra y con un fuerte sentido del deber, Superman utiliza incansablemente sus formidables poderes, que obtiene del Sol amarillo de la Tierra, para proteger a la gente de su mundo adoptivo. Su alter ego es el apacible reportero del diario Daily Planet, Clark Kent. Las habilidades de Superman incluyen: visión de rayos X y de calor, gran fuerza, velocidad e invulnerabilidad, superinteligencia y vuelo.[9]

- Margot Kidder como Lois Lane: La reportera estrella del Daily Planet y el interés amoroso de Superman. Lois es una periodista de carrera motivada, que no permite que nada se interponga en su camino para revelar la próxima gran historia y adelantar a los periodistas rivales mientras ignora las posibles consecuencias que a veces la ponen en peligro. Descubre que Clark es Superman, pero su memoria se borra cuando Clark la besa.

- Gene Hackman como Lex Luthor, genio criminal y archienemigo de Superman. Armado con vastos recursos y brillantez científica, el desprecio de Luthor por la humanidad solo es superado por su odio contra Superman. En su esfuerzo por destruir a Superman, Luthor llega a un acuerdo con los tres criminales kriptonianos.[9]

- Ned Beatty como Otis, el incompetente y torpe secuaz de Luthor.

- Terence Stamp como el general Zod: El despiadado, arrogante y megalómano líder de tres criminales kriptonianos desterrados a la Zona Fantasma y liberados sin saberlo por Superman. Zod, al aterrizar en la Tierra y obtener los mismos superpoderes que Superman, inmediatamente ve a los humanos como una subespecie débil e insignificante e impone su malvada voluntad de dominar el mundo. Sin embargo, su arrogancia hace que rápidamente se aburra de sus poderes y casi se desilusione por lo poco desafiantes que son los humanos. Sin embargo, su insaciable sed de poder es reemplazada por la venganza cuando se entera de que el hijo de Jor-El se interpone en el camino de su dominio absoluto del planeta.

- Sarah Douglas como Ursa: La segunda al mando y consorte de Zod. La voluntad malvada de Ursa y su ansia de poder son iguales y, a veces, superiores a las del general Zod. Su desprecio y total desprecio por los humanos, en particular por los hombres, la convierten en una adversaria muy letal. Tiene una inclinación a coleccionar insignias y heráldicas de las personas a las que derrota o domina, como el parche de la NASA del traje EVA de un astronauta que mata.

- Jack O'Halloran como Non: El tercero de los criminales kriptonianos, Non, es "tan carente de pensamiento como de voz". Con 1,98 m de altura, Non es un formidable mudo corpulento que iguala fácilmente la fuerza de Superman, pero tiene la inteligencia y, a veces, la curiosidad de un niño, y se comunica solo con gruñidos y rugidos guturales. Aunque carece de la capacidad mental para usar sus poderes de manera efectiva, posee sin embargo el mismo gusto por la destrucción que sus compañeros kriptonianos y su fuerza física es incluso mayor que la de Zod y Ursa.

- Jackie Cooper como Perry White: Editor jefe voluble del periódico "Daily Planet" y jefe de Lois y Clark.

- Valerie Perrine como Eve Teschmacher: La bella asistente y novia de Lex Luthor, que lo ayuda a escapar de la prisión.

- Susannah York como Lara: Esposa de Jor-El y madre biológica de Superman.

- Clifton James como el comisario en la patrulla.

- Marc McClure como Jimmy Olsen: Joven fotógrafo en el Daily Planet.

- E. G. Marshall como el presidente de los Estados Unidos.

| Actor             | Personaje             | Doblaje México      | Doblaje España       |
| ----------------- | --------------------- | ------------------- | -------------------- |
| Christopher Reeve | Clark Kent / Superman | Manuel de la llata  | Manolo García        |
| Gene Hackman      | Lex Luthor            | Eduardo Liñán       | José Martínez Blanco |
| Ned Beatty        | Otis                  | José María Iglesias | Juan Logar           |
| Jackie Cooper     | Perry White           | Sergio Barrios      | Antonio García Moral |
| Margot Kidder     | Lois Lane             | Cristina Camargo    | Selica Torcal        |
| Valerie Perrine   | Eve Teschmacher       | Rosanelda Aguirre   | Pilar Gentil         |
| Marc McClure      | Jimmy Olsen           | Yamil Atala         | Carlos del Pino      |
| Terence Stamp     | General Zod           | Blas García         | Javier Dotú          |
| Sarah Douglas     | Ursa                  | Dulcina Carballo    | María del Puy        |
| Jack O'Halloran   | Non                   |                     |                      |
| Susannah York     | Lara                  | Andrea Coto         | Mari Ángeles Herranz |
| Clifton James     | Sheriff               | Maynardo Zavala     | Benjamín Domingo     |
| E. G. Marshall    | El Presidente         | Mario Sauret        | Claudio Rodríguez    |
| John Hollis       | Consejero de Krypton  | Paco Mauri          |                      |

## Historia de la producción

### Producción original
La fotografía principal de las dos películas de Superman comenzó el 28 de marzo de 1977 en Pinewood Studios para las escenas de Krypton, pero en mayo de 1977, la producción se había retrasado dos semanas con respecto a lo previsto.
Se informó que Donner había desarrollado tensiones con Alexander y su hijo Ilya Salkind, y Pierre Spengler con respecto al creciente presupuesto de producción y el cronograma de producción. Donner respondió afirmando que nunca le dieron un presupuesto.
En julio de 1977, Richard Lester, que había dirigido previamente Los tres mosqueteros (1973) y Los cuatro mosqueteros (1974) para los Salkind, se unió al proyecto como productor asociado no acreditado e intermediario en la primera entrega para mediar en la relación entre Donner y los Salkind, que ya no se hablaban.
Antes de esto, Lester había ganado un juicio contra los Salkind por el dinero que aún se le debía por haber hecho las películas, pero los activos estaban enredados legalmente en las Bahamas. Los Salkind se ofrecieron a compensarlo si colaboraba en las películas de Superman, en las que Lester se convirtió en director de la segunda unidad, donde él y Donner formaron una asociación eficaz.
En octubre de 1977, Gene Hackman, Ned Beatty y Valerie Perrine habían terminado sus escenas. Todos ellos tenían contrato para terminar ambas películas. Sin embargo, cuando quedaban meses de rodaje, los Salkind detuvieron el rodaje de Superman II, del que Donner había filmado el 75 %, para centrarse en terminar la primera entrega.
Durante la pausa en el rodaje, los Salkind llegaron a un acuerdo con Warner Bros. Pictures, otorgando al estudio los derechos de distribución extranjera y emisiones televisivas a cambio de más financiación.

### Reemplazando a Richard Donner
Tras el estreno de Superman en diciembre de 1978, Spengler se encontró con Army Archerd, columnista de la revista Variety en una fiesta de Navidad, en la que confirmó que, si bien había habido tensión entre él y Donner, estaba orgulloso de la película y esperaba trabajar con él en la secuela. Archerd se puso en contacto con Donner, quien le respondió: "Si él está en ella, yo no".
Dos días después del estreno general de la primera película, Marlon Brando demandó a los Salkind por 50 millones de dólares, alegando que nunca había recibido su porcentaje de las ganancias de la película y presentó una orden de restricción para evitar el uso de su imagen. Si bien su solicitud de orden de restricción fue rechazada, Brando recibió 15 millones de dólares del acuerdo.
Después de esto, los productores Alexander e Ilya Salkind anunciaron que las escenas completadas de Marlon Brando para Superman II serían eliminadas de la película para evitar tener que pagarle al actor el 11,75 % reportado
de la recaudación bruta en taquilla en Estados Unidos que ahora exigía por su actuación en la secuela.
Además de esto, Ilya Salkind también había afirmado que Brando fue despedido debido a diferencias creativas, en las que le sugirió a su padre: "¿Y si es la madre [en su lugar]? Ella le habla de amor a su hijo. Y tenía sentido creativamente... Jor-El había hecho lo suyo, si quieres".
Donner criticó públicamente esta decisión, y le dijo a la revista Variety: «Eso significa que no habrá juegos... Tienen que querer que lo haga. Tiene que ser en mis términos y no me refiero a términos financieros. Me refiero a control».
Como Donner no estaba disponible porque estaba promocionando Superman en Europa, los Salkind se pusieron en contacto con Guy Hamilton para que se hiciera cargo de la dirección de Superman II, ya que Lester estaba dirigiendo Cuba (1979) en ese momento. Hamilton no estaba disponible, pero cuando Superman II estuvo listo para comenzar a rodarse, Lester había completado Cuba y estaba disponible para dirigir. 
Finalmente, el 15 de marzo de 1979, los Salkind decidieron sustituir a Donner por Richard Lester.
Donner recordó: «Un día, recibí un telegrama de ellos diciendo que mis servicios ya no eran necesarios y que mi querido amigo Richard Lester tomaría el relevo. Hasta el día de hoy, no he tenido noticias de ellos».
Ilya Salkind replicó: «Dick Donner dijo: “Haré la segunda película en mis términos y sin [Pierre] Spengler”... Spengler era mi amigo desde la infancia y mi padre y yo éramos tipos muy leales. Dijimos que no, y realmente todo se redujo a eso».
La decisión de reemplazar a Donner generó controversia dentro del elenco y el equipo de producción.
El consultor creativo Tom Mankiewicz fue contactado por Terry Semel, entonces vicepresidente de Warner Bros., para que volviera a trabajar en la secuela, pero él declinó hacerlo por lealtad a Donner. Mankiewicz contó: «Tengo mucho respeto por [Lester]. La amistad es más importante que cualquier cosa. Y Dick [Donner] me trajo para la película y mi lealtad estaba con Dick y no podía creer que lo despidieran».
El editor Stuart Baird también se negó a volver para la secuela. Gene Hackman se negó a volver para las nuevas grabaciones, lo que hizo necesario contar con un actor sustituto y un doble de voz para varias escenas.
Según el documental de 2006 You Will Believe: The Cinematic Saga of Superman, Sarah Douglas fue la única miembro del elenco que realizó extensas giras de prensa alrededor del mundo en apoyo de la película y fue una de las pocas actrices que mantuvo un punto de vista neutral en la controversia Donner-Lester.

### Producción bajo Richard Lester
Para reemplazar a Mankiewicz, los coguionistas de Superman, David y Leslie Newman, volvieron a trabajar en el guion y crearon un nuevo comienzo y un nuevo final. El nuevo guion incluía escenas recién concebidas, como un nuevo comienzo en el que Superman frustraba los planes de los terroristas nucleares en la Torre Eiffel, Clark rescataba a Lois en las cataratas del Niágara y un nuevo final en el que Clark hacía que Lois olvidara su identidad secreta mediante un beso hipnótico.
Además, el director de fotografía Geoffrey Unsworth había muerto antes del estreno de Superman. Ahora, como director, Lester no simpatizaba con el estilo cinematográfico de Donner:
«Donner estaba haciendo hincapié en una especie de mito grandioso. Había una especie de intento a lo David Lean en varias secuencias y una escala enorme. Había un tipo de cualidad épica que no está en mi naturaleza, así que mi trabajo realmente no lo abarcaba... Ese no soy yo. Esa es su visión. Soy más peculiar y juego con tonterías ligeramente más inesperadas».
Luego, Lester contrató al director de fotografía Robert Paynter para que la película evocara la llamativa combinación de colores de los cómics.
Otro reemplazo ocurrió cuando el diseñador de escenarios John Barry se desplomó repentinamente en el set cercano de El Imperio Contraataca (1980) y murió de meningitis. Peter Murton fue contratado en lugar de Barry.
Antes de que comenzara el rodaje, Christopher Reeve no estaba disponible, ya que había aceptado protagonizar la película Somewhere in time, cinco meses después de que se detuviera la producción, momento en el que su contrato para rodar las dos películas de Superman seguidas había expirado. Reeve había afirmado que doce horas después de que se anunciara su participación, recibió una carta de los productores para estar disponible para Superman II el 16 de julio, que fue solo cinco días después de que terminara de rodar Somewhere in time.
En marzo de 1979, los Salkind presentaron una demanda contra Reeve alegando que había incumplido su contrato al abandonar la secuela.
Además, Reeve tenía reservas con el guion de Lester y los Newman tras la marcha de Donner. Durante la renegociación de su contrato, Reeve aceptó las condiciones económicas, pero exigió un mayor control artístico.
El rodaje de Superman II se reanudó en septiembre de 1979 en los estudios Pinewood.
Las secuencias que quedaban por rodar incluían las escenas de los supervillanos en el Medio Oeste de Estados Unidos y la batalla en Metrópolis. Con Brando eliminado de la película, se tomó la decisión de volver a rodar la escena en la que Clark confiesa su amor por Lois y le entrega sus poderes. Otra escena, tal y como estaba escrita en el guion y rodaje original de la película, era que Jor-El recuperara sus superpoderes acercándose a Kal-El en un cuadro que recordaba al cuadro La creación de Adán, pero el joven Salkind pensó que era exagerado.
La primera escena fue filmada nuevamente con la actriz Susannah York tomando el lugar de Brando mientras la restauración de los poderes de Superman se llevaría a cabo fuera de la pantalla.
El rodaje se realizó en Canadá, París (Francia), Noruega y la isla de Santa Lucía. Las escenas de Metrópolis, a diferencia de la primera película, que se filmaron en Nueva York, se filmaron íntegramente en el estudio trasero de Pinewood. Las escenas de East Houston (Idaho) se filmaron en Chobham Common, en Surrey, a 48 km de Londres.
Durante el rodaje, Lester optó por mantener su técnica de dirección para la configuración de tres cámaras mientras filmaba escenas, lo que frustró a los actores, ya que no sabían desde dónde los estaban filmando para los primeros planos.
Sin embargo, Reeve señaló que esto hizo que la producción avanzara a un ritmo más rápido. El rodaje finalizó el 10 de marzo de 1980.
Debido a razones presupuestarias y a que los actores no estaban disponibles, se añadieron a la película final escenas clave filmadas por Donner. Dado que el metraje de Lester se filmó dos años después, hay errores de continuidad en el físico y el estilo de las estrellas Margot Kidder y Christopher Reeve. En el metraje de Donner, Reeve parece menos corpulento, ya que todavía estaba ganando músculo para el papel. Kidder también tiene cambios dramáticos a lo largo de la película; en el montaje del material de Lester-Donner, filmado dentro del Daily Planet y la Fortaleza de la Soledad cerca del final de la película, su peinado, color de pelo e incluso maquillaje son incoherentes. La apariencia física de Kidder en el metraje de Lester es notablemente diferente; durante las escenas filmadas para Donner parece delgada, mientras que en el metraje de Lester parece aún más delgada.
Antes del estreno de la película, Warner Bros. había apelado al Sindicato de directores de Estados Unidos para que arbitrara el crédito correspondiente como codirector, en el que argumentaban que Lester no podía ser acreditado a menos que filmara el 40 % de la película. Aunque Lester había pensado anteriormente que no sería acreditado, se acercó a Donner para ver si quería ser acreditado como codirector. Donner respondió: "No comparto el crédito".

### Richard Donner en un cameo
Richard Donner aparece brevemente en un cameo en la película. En la secuencia en la que se ve a Lois y Clark, quien ya no tiene poderes, acercándose en coche al restaurante de la parada de camiones, Donner aparece ―vistiendo una chaqueta de color canela claro y fumando una pipa― caminando desde la derecha hacia la izquierda de la toma, y pasa por el lado de Clark (quien conduce el auto).
En su comentario para "Superman II", Ilya Salkind afirma que la inclusión de su cameo en esa escena es una prueba de que los Salkind no tenían ninguna animosidad hacia Donner, porque si la hubieran tenido, seguramente habrían eliminado esa toma.
Por el contrario, Donner usó su cameo para desacreditar los elogios que recibió Lester en torno al estreno de la película, donde Lester se atribuyó el mérito de la naturaleza intensa de la escena del "bullying" en el restaurante, señalando que él (Donner) filmó la escena y no Lester.

## Música
Estaba originalmente previsto que el compositor John Williams regresara para componer la banda sonora de Superman II, para lo cual se le ofreció una proyección con Ilya Salkind y Richard Lester. Cuando Salkind salió de la sala de proyección, Williams y Lester comenzaron a discutir; cuando Salkind regresó, Williams le dijo que "no podía llevarse bien con ese hombre". Para ocupar su lugar, el compositor habitual de Richard Lester, Ken Thorne, fue seleccionado para componer la banda sonora de la secuela. Thorne escribió un mínimo de material original y adaptó la música original, como "Pick Up the Pieces" de Average White Band, que aparece tanto en el restaurante de Idaho como durante el segundo encuentro de Clark con Rocky en el restaurante de Alaska. La música fue interpretada en los estudios CTS de Wembley, Londres, en la primavera de 1980 por una orquesta de estudio (en lugar de la Orquesta Sinfónica de Londres, que había tocado en la primera película). La banda sonora fue lanzada por Warner Bros. Records, con una edición que presentaba diseños de "S" grabados con láser repetidos cinco veces en cada lado.
Una partitura completa fue lanzada en 2008, como parte de Superman: The Music--1978-1988, una caja de 8 CD lanzada por Film Score Monthly, con una edición limitada de 6.000 unidades.
Como parte del 80.º aniversario de Superman, La-La Land Records lanzó las partituras orquestales ampliadas de Thorne para la segunda y tercera película a la colección de archivo ampliada en octubre de 2018.

## Estreno
Durante un preestreno de la película terminada, los ejecutivos de Warner Bros. esperaban maximizar sus ingresos de taquilla al estrenarla en todas partes del mundo durante su período pico de audiencia cinematográfica. La película se estrenó en Australia el jueves 4 de diciembre de 1980 y se estrenó el fin de semana en Sudáfrica, seguida por Francia el 10 de diciembre y estrenos navideños en Italia y España. La película se estrenó en el Reino Unido y Alemania Occidental en Pascua de 1981. El 1 de junio de 1981, la película se estrenó en el Teatro Nacional de la ciudad de Nueva York y recibió su estreno general en 1.354 cines en los Estados Unidos y Canadá el 19 de junio, seis meses después de su estreno en otras partes del mundo.
| País                                                                          | Fecha de estreno                  |
| ----------------------------------------------------------------------------- | --------------------------------- |
| Alemania                                                                      | Jueves 2 de abril de 1981         |
| Argentina                                                                     | Jueves 21 de mayo de 1981         |
| Australia                                                                     | Jueves 4 de diciembre de 1980     |
| Austria                                                                       | Viernes 3 de abril de 1981        |
| Bélgica                                                                       | Miércoles 10 de diciembre de 1980 |
| Belice · Costa Rica · El Salvador · Guatemala · Honduras · Nicaragua · Panamá | Miércoles 28 de julio de 1982     |
| Bolivia                                                                       | Viernes 25 de diciembre de 1981   |
| Brasil                                                                        | Lunes 22 de diciembre de 1980     |
| Chile                                                                         | Viernes 3 de julio de 1981        |
| Colombia                                                                      | Viernes 25 de diciembre de 1981   |
| Dinamarca                                                                     | Lunes 9 de marzo de 1981          |
| Egipto                                                                        | Lunes 30 de mayo de 1983          |
| España                                                                        | Lunes 15 de diciembre de 1980     |
| Estados Unidos · Canadá                                                       | Viernes 19 de junio de 1981       |
| Filipinas                                                                     | Miércoles 8 de julio de 1981      |
| Finlandia                                                                     | Viernes 17 de abril de 1981       |
| Francia                                                                       | Miércoles 10 de diciembre de 1980 |

| País                | Fecha de estreno                  |
| ------------------- | --------------------------------- |
| Grecia              | Lunes 22 de diciembre de 1980     |
| Hong Kong           | Sábado 20 de junio de 1981        |
| Israel              | Viernes 24 de abril de 1981       |
| Italia              | Viernes 19 de diciembre de 1980   |
| Japón               | Sábado 6 de junio de 1981         |
| Malasia             | Jueves 23 de julio de 1981        |
| México              | Jueves 13 de agosto de 1981       |
| Noruega             | Jueves 11 de diciembre de 1980    |
| Nueva Zelanda       | Viernes 19 de diciembre de 1980   |
| Países Bajos        | Miércoles 1 de abril de 1981      |
| Perú                | Jueves 18 de marzo de 1982        |
| Portugal            | Jueves 2 de abril de 1981         |
| Puerto Rico         | Jueves 25 de junio de 1981        |
| Reino Unido Irlanda | Jueves 9 de abril de 1981         |
| Singapur            | Jueves 21 de mayo de 1981         |
| Sudáfrica           | Viernes 5 de diciembre de 1980    |
| Suecia              | Viernes 31 de julio de 1981       |
| Suiza               | Miércoles 17 de diciembre de 1980 |
| Tailandia           | Sábado 1 de enero de 1983         |
| Taiwán              | Sábado 27 de junio de 1981        |
| Uruguay             | Viernes 1 de enero de 1982        |
| Venezuela           | Miércoles 16 de diciembre de 1981 |

| País                                                                          | Fecha de estreno                  |
| ----------------------------------------------------------------------------- | --------------------------------- |
| Alemania                                                                      | Jueves 2 de abril de 1981         |
| Argentina                                                                     | Jueves 21 de mayo de 1981         |
| Australia                                                                     | Jueves 4 de diciembre de 1980     |
| Austria                                                                       | Viernes 3 de abril de 1981        |
| Bélgica                                                                       | Miércoles 10 de diciembre de 1980 |
| Belice · Costa Rica · El Salvador · Guatemala · Honduras · Nicaragua · Panamá | Miércoles 28 de julio de 1982     |
| Bolivia                                                                       | Viernes 25 de diciembre de 1981   |
| Brasil                                                                        | Lunes 22 de diciembre de 1980     |
| Chile                                                                         | Viernes 3 de julio de 1981        |
| Colombia                                                                      | Viernes 25 de diciembre de 1981   |
| Dinamarca                                                                     | Lunes 9 de marzo de 1981          |
| Egipto                                                                        | Lunes 30 de mayo de 1983          |
| España                                                                        | Lunes 15 de diciembre de 1980     |
| Estados Unidos · Canadá                                                       | Viernes 19 de junio de 1981       |
| Filipinas                                                                     | Miércoles 8 de julio de 1981      |
| Finlandia                                                                     | Viernes 17 de abril de 1981       |
| Francia                                                                       | Miércoles 10 de diciembre de 1980 |

| País                | Fecha de estreno                  |
| ------------------- | --------------------------------- |
| Grecia              | Lunes 22 de diciembre de 1980     |
| Hong Kong           | Sábado 20 de junio de 1981        |
| Israel              | Viernes 24 de abril de 1981       |
| Italia              | Viernes 19 de diciembre de 1980   |
| Japón               | Sábado 6 de junio de 1981         |
| Malasia             | Jueves 23 de julio de 1981        |
| México              | Jueves 13 de agosto de 1981       |
| Noruega             | Jueves 11 de diciembre de 1980    |
| Nueva Zelanda       | Viernes 19 de diciembre de 1980   |
| Países Bajos        | Miércoles 1 de abril de 1981      |
| Perú                | Jueves 18 de marzo de 1982        |
| Portugal            | Jueves 2 de abril de 1981         |
| Puerto Rico         | Jueves 25 de junio de 1981        |
| Reino Unido Irlanda | Jueves 9 de abril de 1981         |
| Singapur            | Jueves 21 de mayo de 1981         |
| Sudáfrica           | Viernes 5 de diciembre de 1980    |
| Suecia              | Viernes 31 de julio de 1981       |
| Suiza               | Miércoles 17 de diciembre de 1980 |
| Tailandia           | Sábado 1 de enero de 1983         |
| Taiwán              | Sábado 27 de junio de 1981        |
| Uruguay             | Viernes 1 de enero de 1982        |
| Venezuela           | Miércoles 16 de diciembre de 1981 |

### Marketing
Para promocionar la película, el diario The New York Times informó que Warner Bros. tenía licencias para 34 productos, entre ellos pósteres, Pepsi-Cola, pijamas y camisetas con Superman portando la bandera estadounidense. También habían contratado a su división editorial para producir calendarios, libros desplegables, una novelización cinematográfica, un libro de detrás de escena y un diccionario infantil.
Antes de que se reanudara la producción de Superman II en 1979, la Philip Morris Company había pagado 40 000 dólares (190 000 dólares de 2024) para que su cigarrillo Marlboro apareciera en la película.
En la película, Lois Lane fue mostrada como una fumadora empedernida aunque el personaje nunca fumó en el cómic.
Durante la batalla de Metrópolis, el General Zod arroja a Superman a un camión de reparto de Marlboro, aunque los vehículos reales de distribución de tabaco no están marcados por razones de seguridad.
Esto condujo a una investigación del Congreso.

## Recepción

### Críticas
Superman II recibió reseñas positivas de parte de la crítica, así como de la audiencia y los fanes. En la página web Rotten Tomatoes, Superman II tiene un índice de aprobación del 83 % basado en 58 reseñas, con una calificación promedio de 7.4/10, mientras que de parte de la audiencia tuvo una aprobación de 75 %, basada en 239 661 votos, con una calificación de 3.2/5. El consenso de los críticos del sitio dice: "El humor a veces tropieza con el terreno de las payasadas y los efectos especiales son anticuados, pero Superman II cumple, si no supera, el estándar establecido por su predecesora". Metacritic le dio a la película una puntuación de 83 de 100, basada en 16 reseñas, indicando "aclamación universal". 
Roger Ebert del diario Chicago Sun-Times, quien le dio a la película original una gran aclamación, también elogió a Superman II, dándole cuatro de cuatro estrellas. En su reseña escribió: "La idea más intrigante de esta película es que el disfraz de Superman como Clark Kent no es tanto una cuestión de apariencia como de actitud mental: Clark está disfrazado no por sus anteojos sino por su vulgaridad. Debajo de su manso exterior, por supuesto, se esconde un superhéroe. Y la película insinúa sutilmente: ¿no es ese el caso de todos nosotros?". Gene Siskel del diario Chicago Tribune recibió tres estrellas y media de cuatro y la declaró "mejor que el original". Sheila Benson de Los Angeles Times la llamó "la película de 'Superman' más interesante hasta ahora", y agregó: "La diversión de esta película proviene de los personajes, el diálogo y la actuación, no de los efectos. Hay, por supuesto, suficientes efectos para llenar una docena de seriales matinales de sábado, pero no son necesariamente lo delicioso de la película".
Janet Maslin, en una reseña para The New York Times, escribió que «Superman II es un juguete maravilloso. Es divertido, está lleno de trucos y consigue ser tremendamente entretenido, que es realmente todo lo que pretende». También elogió las actuaciones de Reeve y Hackman y consideró que el estilo de dirección entre Donner y Lester era indistinguible. De manera similar, David Denby, en una reseña para la revista New York, elogió el enfoque ligero de la película y la actuación de Hackman. Christopher John, al reseñar la película en la revista Ares, comentó que "Superman II entra en la categoría de secuelas que contiene películas como Tiburón II: muy absorbentes y entretenidas, pero mejores películas sólo si nunca viste la original".
La revista de cine británica Total Film nombró a la versión del General Zod de Terence Stamp en el puesto número 32 de su lista de los "50 mayores villanos de todos los tiempos" (superando el puesto número 38 de Lex Luthor) en 2007. El sitio web de cultura pop IGN colocó al General Zod en el puesto número 30 de su lista de los "50 principales villanos de cómics" y comentó "Stamp es Zod" (énfasis en el original).
En el sitio web IMDb los usuarios le han dado una calificación de 6.8/10, sobre la base de 86 046 votos. En la página FilmAffinity tiene una calificación de 6.1/10, basada en 15 508 votos.

### Taquilla
La película se estrenó en 19 pantallas en Australia y recaudó 287.072 dólares australianos en sus primeros cuatro días. En su fin de semana de estreno en Estados Unidos y Canadá, "Superman II" rompió récords de taquilla con una recaudación en el primer día de 4,3 millones de dólares. Al día siguiente, recaudó 5,5 millones de dólares, lo que en ese momento fue el día de taquilla más alto, superando el récord establecido previamente por Star Wars (1977) con $4.5 millones. También registró el fin de semana de mayor recaudación hasta ese momento con 14,1 millones de dólares. superando el récord de $11,9 millones establecido por Star Trek: The Motion Picture (1979) y el fin de semana de 4 días de 13,1 millones de dólares establecido por Superman: The Movie dos años antes en su tercer fin de semana.
La película permaneció en el número uno durante los siguientes tres fines de semana, superando a Indiana Jones y los cazadores del arca perdida, pero esta finalmente la superó y regresó al número uno en su sexta semana de estreno. En su primer mes de estreno, Superman II había recaudado $75 millones y recaudó 108,2 millones de dólares en Estados Unidos y Canadá (con un alquiler bruto de 65 millones de dólares), siendo la tercera película más taquillera de 1981. A nivel internacional, recaudó 108,2 millones de dólares para un total mundial de 216,3 millones de dólares.

## Premios y nominaciones

### Saturn Awards Academy of Science Fiction, Fantasy & Horror Films, USA
| Año  | Premio        | Categoría                         | Candidato(s)      | Resultado |
| ---- | ------------- | --------------------------------- | ----------------- | --------- |
| 1982 | Saturn Awards | Mejor película de ciencia ficción | Superman II       | Ganador   |
| 1982 | Saturn Awards | Mejor Actor                       | Christopher Reeve | Nominado  |
| 1982 | Saturn Awards | Mejor actriz                      | Margot Kidder     | Nominada  |
| 1982 | Saturn Awards | Mejor banda sonora                | Ken Thorne        | Nominado  |

#### Otros Premios Saturn
| Año  | Categoría                        | Nominados                                                 | Resultado |
| ---- | -------------------------------- | --------------------------------------------------------- | --------- |
| 1981 | Best DVD Special Edition Release | Superman II: the Richard Donner cut(Warner)               | Nominada  |
| 2007 | Best DVD collection              | Superman Ultimate Collector's Edition (Warner)            | Nominada  |
| 2012 | Best DVD collection              | Superman: the motion picture anthology 1978-2006 (Warner) | Nominada  |

### Golden Schmoes Awards
| Año  | Categoría                            | Nominados                    | Resultado |
| ---- | ------------------------------------ | ---------------------------- | --------- |
| 2006 | Best Schmoes DVD/BLU RAY of the year | Superman Ultimate Collection | Nominado  |

### Rondo Hatton Classic Horror Awards
| Año  | Categoría        | Nominados                                                        | Resultado |
| ---- | ---------------- | ---------------------------------------------------------------- | --------- |
| 1981 | Best Restoration | Superman II: the Richard Donner Version (Complete remake of film | Nominada  |

## Versiones para televisión abierta
Al igual que en la primera película, Alexander e Ilya Salkind prepararon una versión para su estreno mundial en televisión en la que se reintrodujeron imágenes no utilizadas (en este caso, 24 minutos) en la película. Fue a través de esta versión ampliada que los espectadores pudieron vislumbrar por primera vez la Superman II que podría haber sucedido si Richard Donner hubiera seguido como director. De hecho, la mayoría de las imágenes añadidas fueron filmadas por Donner antes de que Richard Lester se convirtiera en director.
17 de los 24 minutos añadidos fueron utilizados por ABC para su estreno en la cadena en 1984. Las emisiones posteriores de la versión más larga en ABC se acortarían aún más para obtener más tiempo publicitario. La versión extendida completa de 146 minutos se mostró internacionalmente, incluidas partes de Canadá.

### Escenas adicionales
El metraje adicional ofrece un final alternativo para la película. En la versión cinematográfica, se da a entender que Superman ha matado a los tres villanos kriptonianos (en contra del estricto código que dicta que Superman no mata). En el final extendido, se muestra una "patrulla polar" estadounidense que recoge a los tres kriptonianos y a Lex Luthor, después de lo cual Superman, con Lois de pie a su lado, destruye la Fortaleza de la Soledad.
Entre las otras escenas "perdidas":
- Superman pasa junto a un avión Concorde en su camino a París. Esto no está en el video y en realidad fue una toma descartada de la película anterior como un puente entre Superman salvando el Air Force One y su conversación con su padre Jor-El después de su primera noche.
- Casi al final de la película, Clark Kent se topa con un hombre grande rudo y calvo, lo que le recuerda que debe ir al restaurante para enfrentar a Rocky, el desagradable camionero que lo golpeó antes.
- Los villanos kryptonianos aterrizan afuera de la Fortaleza de la Soledad  junto a Lex Luthor y Lois Lane, tratando de averiguar cómo entrar.
- Escenas extendidas de la invasión de los tres villanos kryptonianos a la Casa Blanca, con el Zod manipulando una ametralladora y Non asustando a un perro.
- Superman cocina un suflé usando su visión de calor, durante la cena con Lois en la Fortaleza de la Soledad.
- Conversación extendida entre Zod y Ursa en la Luna.
- En el este de Houston, un niño intenta escapar a caballo, solo para ser asesinado por Non, quien le lanza una sirena de policía.

Algunas versiones de transmisión eliminan lo siguiente por contenido:
- Se omitió gran parte de la violencia en la escena inicial de la Casa Blanca, incluida la de Zod asesinando a varios agentes del Servicio Secreto y oficiales de la Policía del Capitolio con un rifle de asalto AR-10.
- La frase del bravucón Rocky en el bar ("¡De todos modos no me agrada tu carne!") fue reeditada a "¡De todos modos no me agradas!").
- Se eliminaron aproximadamente 35 segundos de la "Batalla de Metrópolis" (Superman volando sobre el río Metrópolis).
- Se doblaron nuevamente algunas expresiones y blasfemias.

Entre las imágenes vistas en las transmisiones internacionales/canadienses:
- Una niña en Japón viendo la destrucción del este de Houston por televisión ante la desaprobación de su padre, que cree que es un programa violento.
- Conversación más larga entre Lois y Superman después de que él destruye la Fortaleza de la Soledad.
- Lex Luthor bebiendo el café de Perry White durante la batalla de Superman contra Zod y sus secuaces en Metrópolis.
- Luthor y Teschmacher admirando la Fortaleza de la Soledad.
- La negociación de Lex con Superman después de abandonar la fortaleza es más larga.
- Zod y los villanos kryptonianos son arrestados por oficiales de la Patrulla Ártica.

En 2004, el DVD restaurado por aficionados conocido como Superman II: Restored International Cut fue lanzado a través de muchos sitios de aficionados de Superman. Incluía escenas extensas extraídas de transmisiones televisivas internacionales a lo largo de los años. Warner Bros. amenazó con emprender acciones legales por edición y distribución pirata.

## Superman II, la versión de Richard Donner
Durante la producción de Superman Returns, Warner Bros. adquirió los derechos de los herederos de Marlon Brando (1924-2004) para utilizar el metraje del fallecido actor de Superman en la película.
Poco después, Ilya Salkind confirmó que Donner estaba involucrado en el proyecto de volver a editar Superman II utilizando material no utilizado de Brando. El editor Michael Thau trabajó en el proyecto junto a Donner y Tom Mankiewicz, quien supervisó la reconstrucción de Superman II.
A pesar de cierta confusión inicial, Thau confirmó que todo el material filmado por Donner en 1977 fue recuperado y transferido desde una bóveda en Inglaterra.
La versión del director, titulada Superman II: The Richard Donner Cut, fue estrenada en formato DVD, HD DVD, y Blu-ray el 28 de noviembre de 2006. Para que la visión de Donner de Superman II pareciera menos incompleta, se incorporaron a la película escenas terminadas por Lester que Donner no pudo filmar, así como las pruebas de pantalla de Reeve y Kidder para una escena fundamental.
La película también restaura varias escenas cortadas, incluida la de Marlon Brando como Jor-El, un prólogo alternativo y una secuencia de apertura en el diario Daily Planet que omite la apertura de la Torre Eiffel del original, así como el final original guionado y filmado para Superman II, en el que Superman retrocede en el tiempo antes de que se cortara y se colocara al final de la primera película. Michael Thau montó el filme usando escenas descartadas en este orden:
- El misil nuclear que Superman envió al espacio antes de que ocurriera el terremoto que sale en la primera película y que por accidente destruyó la Zona Fantasma que tenía encarcelados a los tres villanos de Kryptón y con ello los liberó.

- Lois Lane lanzándose del edificio del Daily Planet para tratar de obligar a Clark Kent a revelar su identidad (descartando la secuencia de las Cataratas del Niágara).

- Más escenas de Lex Luthor (Gene Hackman) junto a Otis (Ned Beatty) en la cárcel, en la Fortaleza de la Soledad y en la Casa Blanca junto a los tres villanos de Kryptón.

- Todas las escenas de Marlon Brando (incluidas las que hizo junto a Christopher Reeve) previo acuerdo con sus herederos, como parte del uso de la imagen del actor en Superman Regresa.

- La escena en la que Lois engaña a Clark para que revele su identidad de Superman, disparándole con un arma de salvas. Como dicha escena nunca se filmó, se recuperaron las pruebas de cámaras hechas por Christopher Reeve y Margot Kidder, lo cual explica el cambio en el peinado y la contextura del actor de manera constante.

- Superman estando junto a Lois Lane en el polo norte a consecuencia de los problemas que ha causado la Fortaleza de la Soledad la destruye con su visión láser.

- Un nuevo final, incorporando el final original del filme, usado en Superman: The Movie.

El DVD fue lanzado en octubre de 2006 de manera individual y como parte de Superman: The Ultimate Collection, un conjunto de 14 discos en un estuche metálico que reunía los cinco filmes junto a extras inéditos.

## En otros medios

### Cómics
- La editorial de Superman, DC Comics, publicó una revista conmemorativa de Superman II en 1981. Publicada como DC Special Series #25, se produjo en "formato Treasury" e incluía fotos y fotos de fondo, perfiles de actores, comparaciones entre paneles y escenas y pin-ups.[86][87]
- En 2006, los cómics de Superman adaptaron elementos de las películas de Superman, específicamente el aspecto helado de Krypton y el destierro de los criminales a la Zona Fantasma por parte de Jor-El. Ursa y Non hicieron sus primeras apariciones en la continuidad del cómic. (Esto se facilitó en el arco argumental "El último hijo", coescrito por Richard Donner.)[88]
- En 2021 se publicó un cómic de Superman titulado Superman '78. Escrito por Robert Venditti e ilustrado por Wilfredo Torres, el cómic se desarrolla en la continuidad de Donnerverse y actúa como una continuación.

### Televisión
- En la serie de televisión Smallville (2001-2011), gran parte de las imágenes y conceptos de las dos primeras películas de Superman de Salkind/Donner han sido recuperados como un homenaje consciente a la serie de películas por los creadores del programa. Estos incluyen la Fortaleza de la Soledad hecha de cristales de hielo, el cuadrado giratorio en el espacio para representar la Zona Fantasma y la presencia continua del fallecido Jor-El como consejero y mentor incorpóreo del joven Clark/Kal-El. Terence Stamp, quien interpretó al General Zod en las dos primeras películas, prestó su voz a Jor-El para la serie. Christopher Reeve hizo dos apariciones en el programa como el Dr. Virgil Swann, un científico discapacitado que había adquirido conocimientos sobre Kriptón para transmitirlos a Clark, antes de la muerte de Reeve en 2004.[89][90] Una sección del tema de Superman de John Williams se incluyó cuando Reeve hizo su primera aparición, y luego se usó en el final de la serie.[91] Margot Kidder, Marc McClure (Jimmy Olsen), y Helen Slater (Supergirl) hicieron apariciones especiales en la serie. Annette O'Toole (quien interpretó a Lana Lang en Superman III) interpretó a Martha Kent.
- En la serie animada Young Justice, en el episodio "Satisfaction" de su segunda temporada, Lex Luthor aparece hablando brevemente con uno de sus asistentes por teléfono, quien se llama Otis, como referencia al personaje de las películas.